# Samarco
A Samarco Mineração é uma mineradora brasileira fundada em 1977 e desde 2001 controlada através de uma joint-venture entre a Vale S.A. e a australiana BHP, cada uma com 50% das ações da empresa. A área teve a sua concessão transferida da Sociedade Anônima Mineradora Trindade (Samitri) para a Samarco.
Trata-se de uma empresa que lucrou R$ 13,3 bilhões entre 2010 e 2014, sendo o lucro isolado do ano de 2014 de R$ 2,8 bilhões, segundo dados da própria empresa publicados em seu portal na internet.
Em 5 de novembro de 2015 a mineradora ganhou destaque após ser protagonista do maior desastre ambiental registrado no Brasil até então: o rompimento de barragem em Bento Rodrigues. As barragens de rejeitos faziam parte da Mina de Germano, que integra o chamado Complexo de Alegria, situado no distrito de Santa Rita Durão do município de Mariana, no estado de Minas Gerais.

## Estrutura

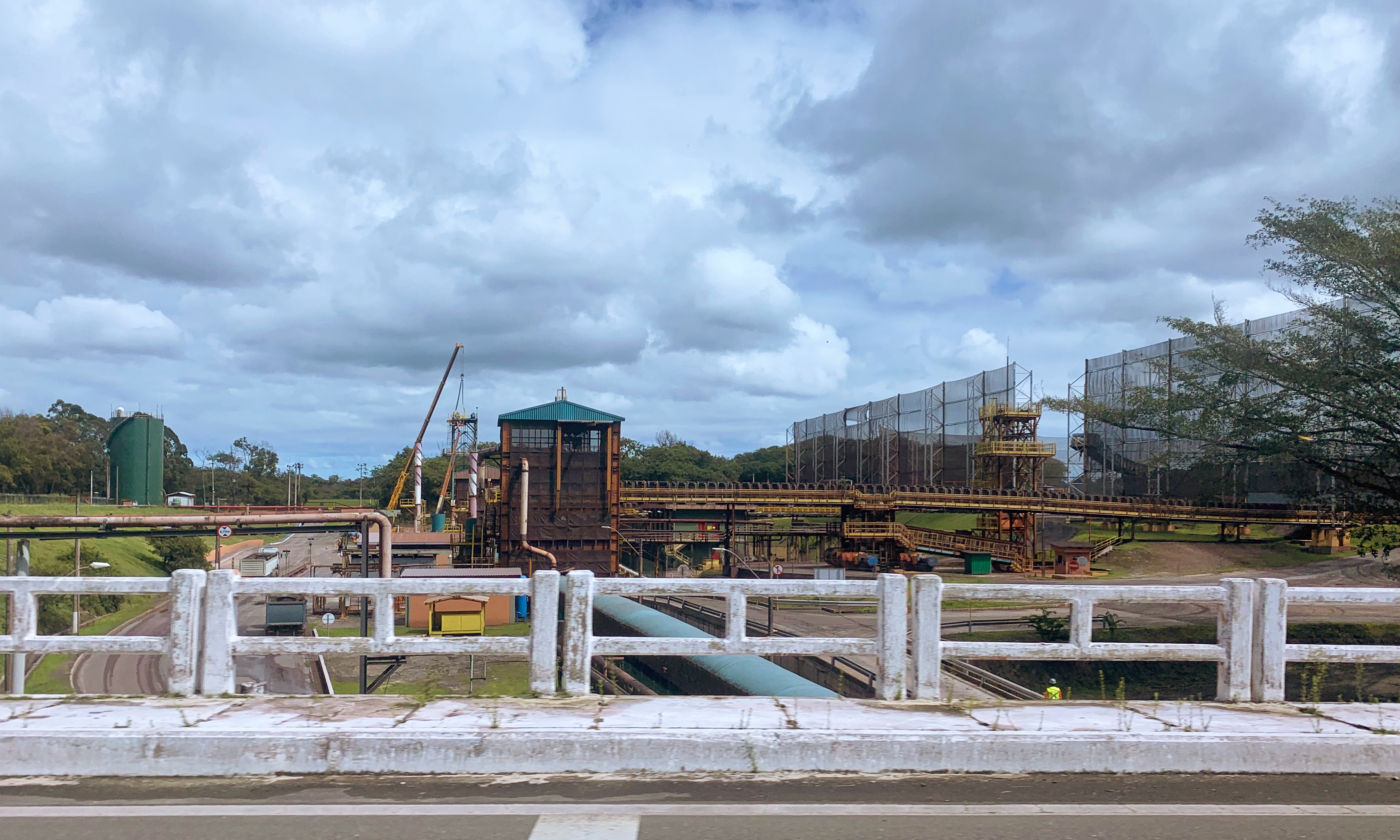
Usinas de pelotização da Samarco em Anchieta, ES, vistas da Rodovia do Sol.

A Samarco tem sede na capital mineira de Belo Horizonte e mantém unidades industriais no interior do estado nos municípios de Mariana e Ouro Preto, bem como no estado Espírito Santo, no município de Anchieta, onde está a unidade de Ponta Ubu.
Em Minas Gerais, na divisa dos municípios de Mariana e Ouro Preto, localiza-se a unidade de Germano, que abriga a parte de mineração e beneficiamento inicial do minério de ferro. A produção desta unidade é escoada para o Espírito Santo por meio de um mineroduto.
No Espírito Santo ficam a parte da pelotização do minério de ferro e o Porto de Ubu, bem como um escritório na cidade de Vitória para as operações de comércio exterior e  câmbio. Em 2015 a presidência da Samarco era ocupada por Ricardo Vescovi, posto ocupado anteriormente por José Tadeu de Moraes.

### Diretoria
- Rodrigo Alvarenga Vilela - Diretor Presidente
- Cristina Morgan Cavalcanti - Diretora Financeira, de Tecnologia da Informação e Suprimentos
- Najla Ribeiro Nazar Lamounier - Diretora Jurídica, de Riscos e Conformidade
- Reuber Luiz Neves Koury - Diretor de Projetos e Sustentabilidade

## Produção
Em 2015 a mineradora era a décima maior exportadora do Brasil, com clientes em mais de 20 países. Em 2014 a empresa obteve lucro de R$ 2,8 bilhões, sendo que os lucros acumulados de 2010 a 2014 somam R$ 13,3 bilhões, segundo dados da própria empresa.
Em 2015 a Samarco transferiu ao município de Mariana cerca de R$ 37,4 milhões relativos ao tributo da Compensação Financeira pela Exploração de Recursos Minerais, cuja alíquota é de 2% sobre o valor líquido da venda do minério. Desse valor, o município fica com 65% e o restante é dividido entre o estado de Minas Gerais (23%) e a União (12%).
Após o desastre em novembro de 2015, a empresa teve sua produção suspensa, conseguindo recuperar as licenças ambientais para a retomada somente cinco anos depois, em 2020.

## Impactos socioambientais
Em sua história recente, a Samarco esteve envolvida em diversos episódios causadores de danos socioambientais nas áreas onde pratica a atividade da mineração. Reportam-se, por exemplo, ao menos cinco outros episódios de rompimento de estruturas, para além do notório caso em Bento Rodrigues, sendo que em quatro desses episódios houve vazamentos de lama que mataram peixes e paralisaram a captação de água. Além desses vazamentos, no ano de 2014 a empresa foi uma das responsáveis pela poluição acentuada na capital do Espírito Santo, Vitória, que resultou na CPI do Pó Preto.

### CPI do Pó Preto
Em 2015, juntamente com a Samarco, as empresas Arcellor Mital e Vale S.A foram responsabilizadas pela emissão de pó preto no ar de Vitória.

### Desastre em Bento Rodrigues

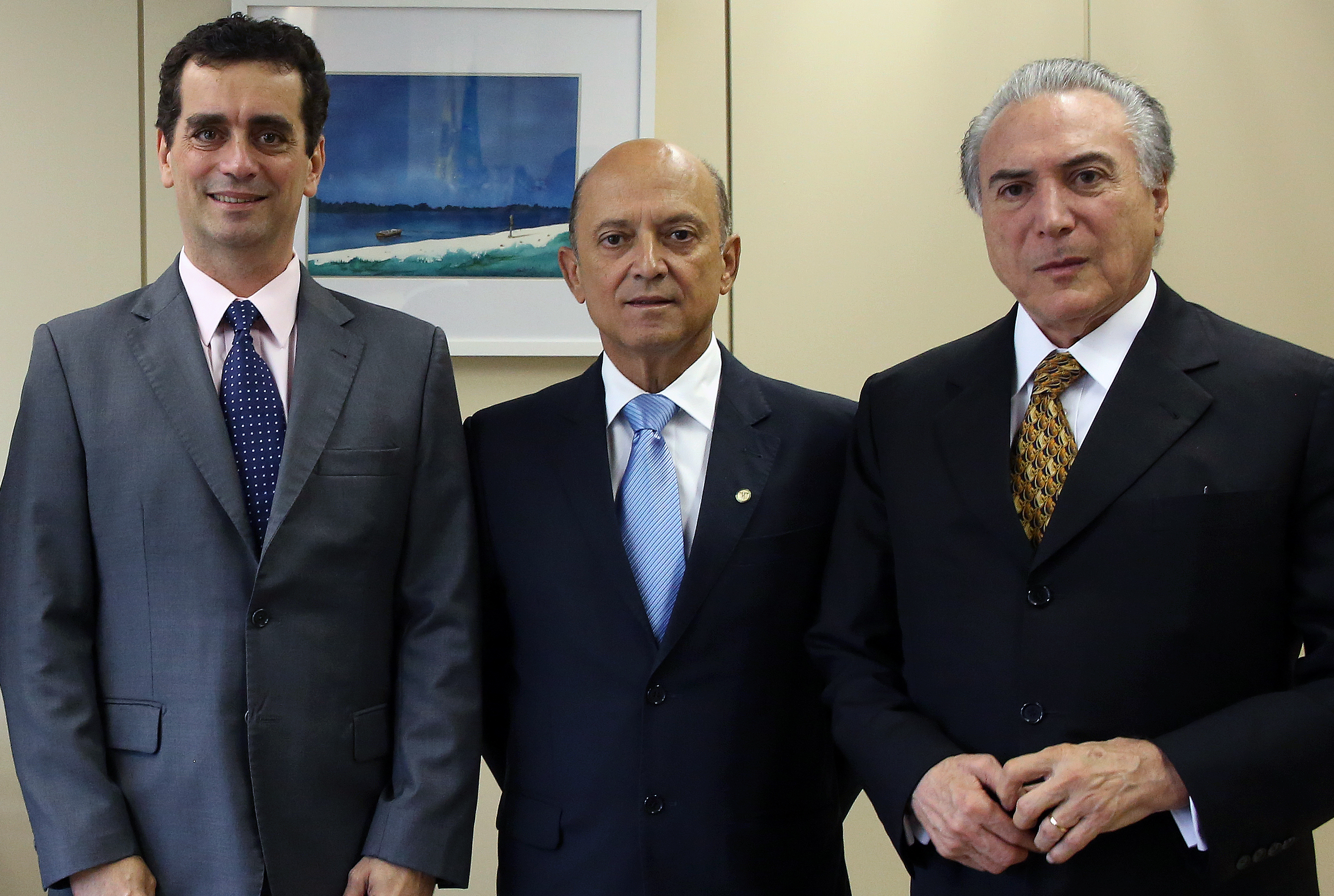
O ex-presidente da Samarco, Ricardo Vescovi (esquerda), ao lado do deputado do Espírito Santo Lelo Coimbra e do então vice-presidente Michel Temer.

A Samarco é responsável pelo maior desastre ambiental e segundo em números de vitimas, atrás somente do desastre de Brumadinho. O desastre ocorreu pelo rompimento de uma barragem de rejeitos de mineração de ferro no município de Mariana, que provocou a morte de pelo menos 19 pessoas  na comunidade de Bento Rodrigues e entorno, além de causar crise no abastecimento de água  de cidades do Vale do Rio Doce e uma catástrofe ambiental sem precedentes na bacia do rio Doce,  ao longo de uma faixa de 800 km (desde Mariana até a foz do rio, no Oceano Atlântico), com grandes danos aos ecossistemas e particularmente aos maiores refúgios da Mata Atlântica do estado, entre eles o Parque Estadual do Rio Doce. A catástrofe atingiu também cidades do Espírito Santo. Foram destruídos 324 hectares de Mata Atlântica entre Mariana e Ponte Nova (que ficam a 114 km de distância), sendo 236 ha de floresta nativa.
Por causa da tragédia o Governo do Estado embargou as atividades da empresa em 9 de novembro de 2015.
Em 17 de novembro de 2015, durante uma entrevista coletiva, um dos representantes da empresa disse que
| “ | A gente teve um evento trágico. A Samarco também está envolvida e estamos muito solidários e muito sofridos com tudo que aconteceu. Não acho que seja o caso de desculpa, acho que é o caso de verificar claramente o que aconteceu. | ” |

Posteriormente, em entrevista exclusiva ao programa Fantástico da Rede Globo, no dia 22 de novembro, outro representante da empresa afirmou que
| “ | Nós perdemos vidas, e isso é inadmissível. Nós não sabemos as causas, mas sabemos das consequências e temos que nos desculpar com as famílias, com as pessoas que perderam os lares, com os ribeirinhos, que têm o rio Doce como sustento... Nos desculpar com a população de Minas Gerais, com o povo do Espírito Santo e com os nossos funcionários. | ” |

Em uma coletiva de empresa organizada pela própria Samarco em novembro de 2015, um repórter da Bandeirantes, apesar de possuir todas as credenciais, foi impedido de participar da coletiva por cinco seguranças sem motivo justificado. O repórter em questão, Juliano Dip, do programa de jornalismo humorístico CQC, afirmou num segundo momento que apenas queria perguntar pelo motivos que uma empresa como a Samarco tem de financiar campanhas de políticos no Brasil em cifras que atingem o valor de 80 milhões de reais.
Em 20 de janeiro de 2016 o Conselho de Administração da Samarco aceitou os pedidos de afastamento do presidente Ricardo Vescovi e do diretor de operações Kleber Terra de suas funções na companhia. Os dois foram indiciados pela Polícia Federal por crime ambiental e vão se dedicar as suas defesas. O atual diretor Roberto Lúcio de Carvalho vai assumir a presidência interinamente.

## Fundação Renova
Após a assinatura de um Termo de Transação de Ajustamento de Conduta (TTAC) entre a Samarco e suas controladoras, Vale e BHP Billiton, com os governos federal e dos Estados de Minas Gerais e Espírito Santo, foi criada a Fundação Renova, instituição responsável por conduzir os programas de reparação, restauração e recuperação socioeconômica e socioambiental nas áreas impactadas pelo rompimento da barragem de Fundão.